# Baltazar Adam Krčelić

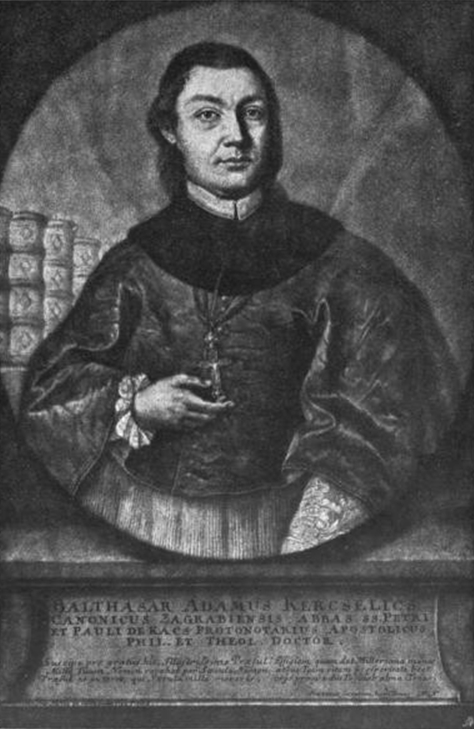
Porträt aus den Monumenta Spectantia Historiam Slavorum Meridionalium, Band 30, Zagreb 1901 (IA)

Balthasar Adam Kercselich (kroatisch: Baltazar Adam Krčelić; * 5. Februar 1715 in Šenkovec bei Agram (heutiges Zagreb); † 29. März 1778 ebenda) war ein kroatischer Adeliger, Historiker, Theologe und Jurist.
Kercselich war Dekan in Agram und Rektor des kroatischen Kollegiums in Wien. Er schrieb in lateinischer und kroatisch-kajkavischer Sprache. Seine wichtigsten Werke schrieb er über die Agramer Kirchengeschichte bis zum 17. Jahrhundert und die politische Geschichte des Königreichs Kroatien bis 1564. Seine „Annuae“ sind eine wertvolle Quelle für die Geschichte des angegebenen Zeitraums mit vielen Detailangaben zur Lage in Kroatien.
Nach Vitezović ist er die prominenteste Figur der kroatischen kulturellen Lebens seiner Zeit.

## Werke
- Zivlenje blaženoga Gazotti Augustina. Agram 1747, 8°.
- De regnis Dalmatiae Croatiae, Sclavoniae notitiae praeliminares periodus IV. distinctae quibus ex scopo et fine post veteris Pannoniae praecipue Saviae su Florente decrescenteque Romano Imperio … Zagrabia, Jandera, [ca. 1775], 522 S.
- De Archidiaconi officio ex jure comuni canonico, municipalibus quoque legibus securior tutiorque deductio ad parochos et ecclesiasticos Archidiaconatus Chasmensis cum Catalogo Archidiaconorum Chasmensium ab anno 1660 usque 1770. Zagrabiae s. a., 4°.
- De regnis Dalmatiæ, Croatiæ, Sclavoniæ, notitiæ præliminares, periodis quatuor distinctas … Agram 1770, Fol.
- Historia cathedralis ecclesiae Zagrabiensis. Partis I, tomus primus praemissis praeliminaribus continens seriem episcoporum ac anno MXCI ad anum MDCIII. ebd. 1770, Fol.
- Korespondencija Krčelićeva i nješto gradje iz njegove velike pravde. Zagreb 1876.
- Annuae 1748–1767, proœmio praemisso … herausgegeben von T[ade] Smičiklas, Jugoslavenska Akad. Znanosti i Umjetnosti, Zagreb 1901 (= Monumenta spectantia historia slavorum meridionalium, 30). Internet Archive